# Гаши, Ардиан
Ардиан Гаши (алб. Ardian Gashi; род. 20 июня 1981, Джяковица, САК Косово) — норвежский и косовский футболист, игравший на позиции полузащитника.

## Клубная карьера
Ардиан Гаши родился в косовском городе Джяковица в албанской семье. Когда ему было 8 лет, семья переехала в Норвегию в качестве беженцев, где проживала в городке Хюрксетерёра (коммуна Хемне). Гаши начал заниматься футболом в местном клубе «КИЛ/Хемне». В 1998 году он перешёл в клуб «Молде». 6 мая 2001 года Гаши дебютировал за команду в главной норвежской лиге в домашнем матче против «Брюне», выйдя на замену на 81-й минуте. Летом 2002 года Гаши стал игроком клуба Первого дивизиона «Эрн-Хортен», в котором отыграл год. Летом 2003 года на правах аренды Гаши перешёл в столичную «Волеренгу». 27 сентября 2003 года Гаши забил свой первый гол в Типпелиге, увеличив преимущество «Волеренги» в домашнем поединке против «Стабека». В чемпионате 2004 года Гаши играл значительную роль в команде, ставшей по итогам турнира второй.
В сезоне 2005 Гаши пропустил несколько игр в августе из-за того, что отбывал тюремное заключение за превышение скорости во время вождения автомобиля. Он был приговорён к 18 дням тюрьмы, но был освобожден после 14 дней пребывания за хорошее поведение.
30 августа 2006 года Гаши подписал контракт с клубом «Бранн», сумма сделки составила около 7 000 000 норвежских крон. В «Бранне» он отыграл меньше года, заключив 25 июля 2007 года соглашение с командой «Фредрикстад». В декабре 2009 года было объявлено о том, что Гаши с начала 2010 года будет игроком шведского клуба «Хельсингборг».
В «Хельсингборге» Гаши был одним из лидеров команды, его связка в полузащите с Маем Махлангу внесла существенный вклад в завоевание клубом чемпионского титула по итогам сезона 2011.
5 августа 2014 года Гаши стал игроком норвежского клуба «Одд», подписав контракт сроком до лета 2017 года.

## Карьера в сборной
22 января 2004 года Ардиан Гаши дебютировал за сборную Норвегии в матче против сборной Швеции, проходившем в рамках товарищеского турнира в Гонконге. На 84-й минуте этой игры Гаши заменил полузащитника Магне Хосета.
Гаши также провёл 2 матча за сбороную Косова, против сборных Гаити и Омана. Все встречи носили товарищеский характер и состоялись в Косове.

## Статистика выступлений

### Матчи Гаши за сборную Норвегии
| Матчи Гаши за сборную Норвегии | Матчи Гаши за сборную Норвегии | Матчи Гаши за сборную Норвегии | Матчи Гаши за сборную Норвегии | Матчи Гаши за сборную Норвегии | Матчи Гаши за сборную Норвегии |
| ------------------------------ | ------------------------------ | ------------------------------ | ------------------------------ | ------------------------------ | ------------------------------ |
| №                              | Дата                           | Соперник                       | Счёт                           | Голы Гаши                      | Соревнование                   |
| 1                              | 22 января 2004                 | Швеция                         | 3:0                            | —                              | Товарищеский матч              |
| 2                              | 28 января 2004                 | Сингапур                       | 5:2                            | —                              | Товарищеский матч              |
| 3                              | 16 ноября 2004                 | Австралия                      | 2:2                            | —                              | Товарищеский матч              |
| 4                              | 22 января 2005                 | Кувейт                         | 1:1                            | —                              | Товарищеский матч              |
| 5                              | 25 января 2005                 | Бахрейн                        | 1:0                            | —                              | Товарищеский матч              |
| 6                              | 28 января 2005                 | Иордания                       | 0:0                            | —                              | Товарищеский матч              |
| 7                              | 12 октября 2005                | Беларусь                       | 1:0                            | —                              | Чемпионат мира 2006 (отбор)    |
| 8                              | 16 октября 2012                | Кипр                           | 3:1                            | —                              | Чемпионат мира 2014 (отбор)    |
| 9                              | 8 января 2013                  | ЮАР                            | 1:0                            | —                              | Товарищеский матч              |
| 10                             | 12 января 2013                 | Замбия                         | 0:0                            | —                              | Товарищеский матч              |
| 11                             | 6 февраля 2013                 | Украина                        | 0:2                            | —                              | Товарищеский матч              |
| 12                             | 11 июня 2013                   | Македония                      | 2:0                            | —                              | Товарищеский матч              |
| 13                             | 14 августа 2013                | Швеция                         | 2:4                            | —                              | Товарищеский матч              |
| 14                             | 6 сентября 2013                | Кипр                           | 2:0                            | —                              | Чемпионат мира 2014 (отбор)    |

Итого: 14 матчей / 0 голов; 7 побед, 5 ничьих, 2 поражения.

### Матчи Гаши за сборную Косова
| Матчи и голы Ардиана Гаши за сборную Косова | Матчи и голы Ардиана Гаши за сборную Косова | Матчи и голы Ардиана Гаши за сборную Косова        | Матчи и голы Ардиана Гаши за сборную Косова | Матчи и голы Ардиана Гаши за сборную Косова | Матчи и голы Ардиана Гаши за сборную Косова | Матчи и голы Ардиана Гаши за сборную Косова |
| №                                           | Дата                                        | Место проведения                                   | Соперник                                    | Счёт                                        | Голы                                        | Соревнование                                |
| ------------------------------------------- | ------------------------------------------- | -------------------------------------------------- | ------------------------------------------- | ------------------------------------------- | ------------------------------------------- | ------------------------------------------- |
| 1                                           | 5 марта 2014                                | Олимпийский стадион Адем Яшари, Косовска-Митровица | Гаити                                       | 0:0                                         | —                                           | Товарищеский матч                           |
| 2                                           | 7 сентября 2014                             | Городской стадион, Приштина                        | Оман                                        | 1:0                                         | —                                           | Товарищеский матч                           |

Итого: 2 матча / 0 голов; eu-football.info.